# 黑鰭飛魚
黑鰭飛魚（学名：Cheilopogon cyanopterus），又名青翼鬚唇飛魚、飛烏，为飛魚科鬚唇飛魚屬下的一个种。